# Amazilia rosenbergi
Amazilia rosenbergi е вид птица от семейство Колиброви (Trochilidae).

## Разпространение
Видът е разпространен в Еквадор и Колумбия.